# ماثيو هوب
ماثيو هوب (بالإنجليزية: Matthew Hoppe)‏ هو لاعب كرة قدم أمريكي، ولد في 13 مارس 2001 في يوربا ليندا في الولايات المتحدة.

## وصلات خارجية
- ماثيو هوب على موقع الدوري الأمريكي (الإنجليزية)
- ماثيو هوب على موقع قاعدة بيانات كرة القدم.إي يو (الإنجليزية)
- ماثيو هوب على موقع بيانات كرة القدم. دي إي (الألمانية)
- ماثيو هوب على موقع ناشيونال فوتبول تيمز (الإنجليزية)
- ماثيو هوب على موقع Soccerway.com (الإنجليزية)
- ماثيو هوب على موقع عالم كرة القدم.نت (الإنجليزية)